# Sveti Križ Začretje
Sveti Križ Začretje – wieś w Chorwacji, w żupanii krapińsko-zagorskiej, w gminie Sveti Križ Začretje. W 2011 roku liczyła 897 mieszkańców.